# 범륭
범륭(范隆, ? ~ ?)은 전한 말기의 관료로, 자는 위공(偉公)이며 우부풍 평릉현(平陵縣) 사람이다.

## 행적
원연 원년(기원전 12년), 동래태수에서 태복으로 승진하였으나 2년 후 면직되었다.
수화 2년(기원전 7년), 우부풍에 임명되었으나 8개월 후 기주목으로 전임되었다.

## 출전
- 반고, 《한서》권19하 백관공경표 下

| 전임 견순 | 전한의 태복 기원전 12년 ~ 기원전 10년 | 후임 임굉 |

| 전임 소육 | 전한의 우부풍 기원전 7년 | 후임 마가 |